# Jasia Reichardt
Jasia Reichardt, född 1933 i Warszawa, är en engelsk konstnär som är känd som den första kvinnliga konstnären som använde datorn för att skapa konst. 1968 ställde hon ut på Institute of Contemporary Arts i London och skakade om konstvärlden med dikter, bilder och musik, alltihop på en dator. 
Reichardt var också kurator för den epokgörande och succéartade utställningen Cybernetic Serendipity på Institute of Contemporary Arts (ICA) med datortillverkad konst av alla sorter. Hon har sedan skrivit åtskilligt i ämnet. 
Jasia Reichardt och Nick Wadley har också ställt samman Themetson-arkivet om det polsk-engelska konstnärsparet Stefan (författare, filmare) och Franciszka (tecknare, filmare) Themerson. Arkivet är numera flyttat till Krakow, Polen.